# Nechisar-Nationalpark
Der Nechisar-Nationalpark (auch Nech Sar geschrieben, amharisch ነጭ ሣር nätsch sar „weißes Gras“) ist einer von neun Nationalparks in Äthiopien.
Er befindet sich in der Region der südlichen Nationen, Nationalitäten und Völker, unmittelbar östlich der Stadt Arba Minch. Seine Fläche von 514 km² schließt die Brücke Gottes, einen Isthmus zwischen dem Abaja- und Chamosee, und die Nechisar-Ebene östlich der beiden Seen ein.
Zu den heimischen Tierarten gehören Kuhantilope, Steppenzebra, Grant-Gazelle, Dikdiks, und der Große Kudu. Ein Bereich des Nordwest-Ufers des Chamo ist als sogenannter Krokodilmarkt bekannt, ein Platz an dem sich Hunderte von Krokodilen zum Sonnenbaden versammeln.
Die Koorete – auch Kore oder Amaro genannt –, die in den Amaro-Bergen östlich des Parks leben, betreiben etwas Ackerbau im Parkgebiet, haben sich aber nicht dort niedergelassen. Guji-Oromo leben als Viehzüchter mit zahlreichen Rindern im Park.
Die Einrichtung des Nationalparks wurde 1967 vorgeschlagen, 1974 wurde der Park offiziell gegründet. Er wurde nie gesetzlich ausgewiesen, fungiert aber als De-facto-Nationalpark. 1982 wurden die Guji mit Gewalt aus dem Nechisar-Nationalpark vertrieben, da ihre Anwesenheit als Bedrohung für den Park gesehen wurde. Die Wut über diese Vertreibung führte bei ihnen zu einer anhaltend negativen Einstellung gegenüber dem Park. Nach dem Sturz der Derg-Regierung 1991 kehrten die Guji in das Gebiet zurück. Ab Mitte der 1990er Jahre planten die Behörden mit Unterstützung der EU eine erneute Umsiedlung der Guji und Koorete aus dem Nationalpark, um diesen zu schützen und für den Tourismus zu nutzen. 2004 übernahm die niederländische Africa Parks Foundation das Management von Nechisar, im selben Jahr brannten Parkwächter und die Polizei Hunderte temporäre Behausungen der Guji nieder. 2008 zog sich Africa Parks wegen der lokalen Schwierigkeiten und der Kontroversen um die Umsiedlung der Guji aus dem Nechisar-Nationalpark zurück.